# James Michel
Pour les articles homonymes, voir Michel.
James Alix Michel (né sur l'île de Mahé le 16 août 1944) est un homme d'État seychellois.
Il est président de la république des Seychelles du 14 avril 2004 au 16 octobre 2016.

## Biographie
James Michel commence sa vie professionnelle en tant qu'instituteur mais devant l'ouverture de l'île au tourisme après la construction d'un aéroport international à Mahé en 1971, Michel se reconvertit dans cette activité plus lucrative. Politiquement, il intègre le Parti populaire uni seychellois (Seychelles People's United Party) de France-Albert René peu avant l'indépendance du 29 juin 1976.
James Michel reste dans l'ombre de René pendant toute sa carrière politique. Après le coup d'État qui porte France-Albert René au pouvoir le 5 juin 1977, Michel occupe les postes ministériels les plus importants, comme les Finances et les Affaires étrangères. Michel essaie aussi de promouvoir et de mettre en place une démocratie plus ouverte. En 1993, les premières élections multipartite ont lieu depuis la prise de pouvoir du président René. Les résultats de cette démocratisation ne sont pas probants : la presse reste contrôlée et selon l'opposition, les élections probablement un peu truquées.
En 1996, James Michel est nommé vice-président de France-Albert René et lui succède le 14 avril 2004. Le nouveau président doit réagir face à la crise budgétaire qui menace l'archipel : le tourisme reste le principal moteur de l'économie mais l'État a, pour développer ses infrastructures, creusé un profond déficit budgétaire.
James Michel, candidat du Front progressiste du peuple des Seychelles est élu lors du premier tour de l’élection présidentielle des 28, 29 et 30 juillet 2006 avec environ 54 % des 56 000 suffrages exprimés, contre 46 % à son principal opposant, le prêtre anglican du Parti national des Seychelles, Wavel Ramkalawan, et environ 0,6 % à l'avocat Philippe Boulle. Il est investi le 1er août 2006.
L'élection présidentielle des 19, 20 et 21 mai 2011 voit la réélection du président Michel qui remporte 55,4 % des suffrages exprimés, contre 41,4 % à Wavel Ramkalawan.
Il se présente une troisième et dernière fois à l'élection présidentielle en décembre 2015, remportant le scrutin au deuxième tour avec 50,15 % des suffrages exprimés contre 49,85 % à son adversaire, Wavel Ramkalawan.
À la suite de la défaite du parti Lepep aux élections législatives de septembre 2016, James Michel annonce sa démission de son poste de président de la République le 27 septembre 2016. Le 16 octobre suivant, il est remplacé par son vice-président, Danny Faure.